# Semele (oratoriu)

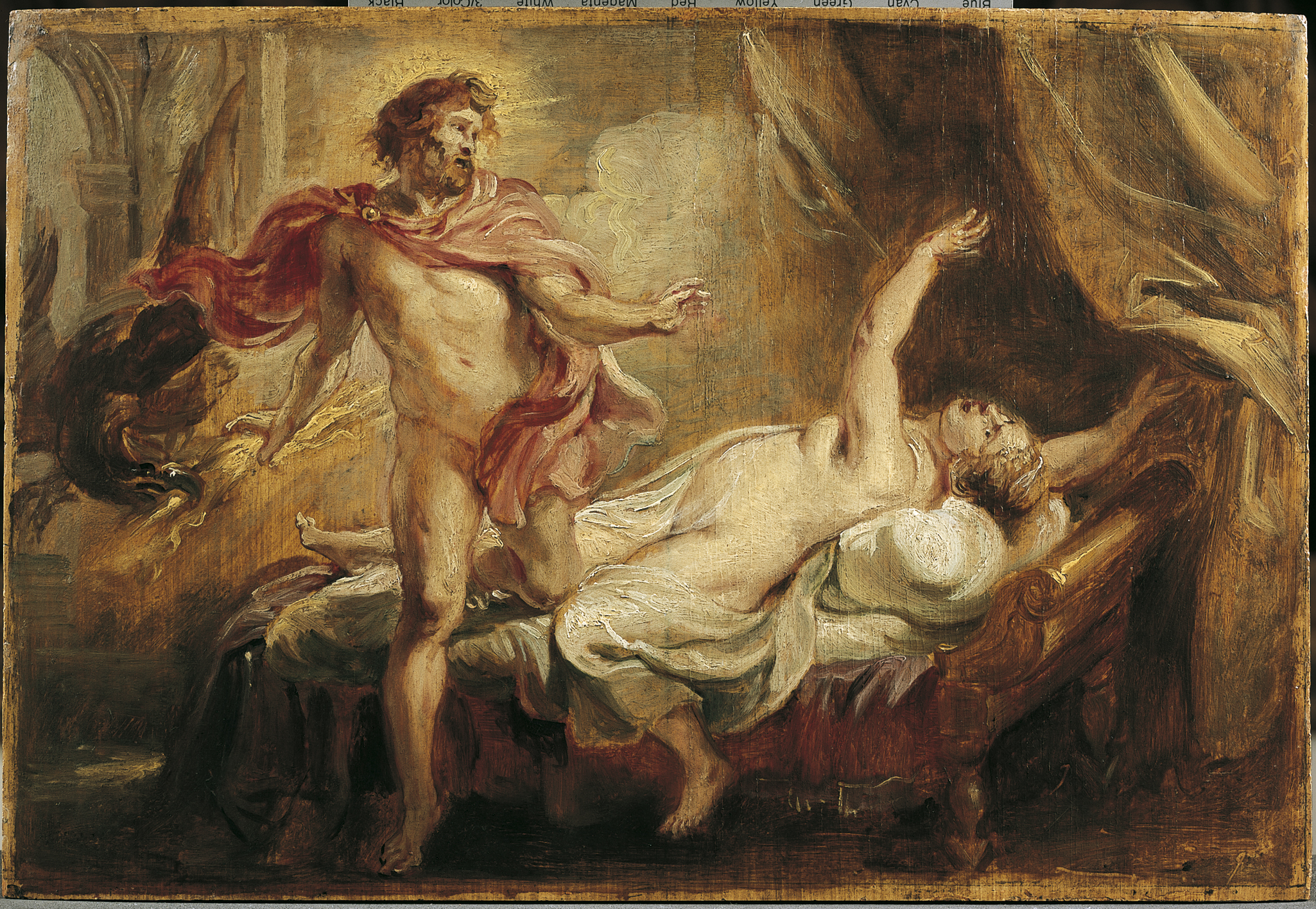
Moartea Semelei - tablou de Rubens

Semele (HWV 58) este un oratoriu laic compus de Georg Friedrich Händel.

## Legenda
Semele a fost o prințesă din Teba, singurul muritor înrudit cu un zeu. Zeul nu era altul decât Dionis (Διόνυσος) / Bacchus, rezultat al unirii lui Semele cu Zeus/Jupiter.
Desigur că soția lui Zeus, Hera/Junona nu era deloc mulțumită cu situația, așa că i-a pregătit lui Semele un sfârșit tragic, și anume să fie mistuită de flăcările pricinuite de fulgerul lansat de Zeus, iubitul ei.
Dionis, un fiu trimis din cer, a salvat-o pe mama sa de Hades a luat-o din Infern și a dus-o în Olimp.

## Oratoriul
Când a compus Semele, Georg Friedrich Händel a folosit un libret, bazat pe textul lui Publius Ovidius Naso, scris de William Congreve în anul 1707 pentru opera Semele de  John Eccles ,  cu intenția de a realiza tot o operă, dar reprezentarea lucrării a fost sub formă de oratoriu, deoarece cerea un buget mai redus. Timpul pentru compunere a fost scurt (3 iunie - 4 iulie 1743), iar prima reprezentație a avut loc pe 10 februarie 1744 la the Theatre Royal, Covent Garden, din Londra. Din păcate, publicul se aștepta, așa cum era obișnuit, ca oratoriul să fie pe teme biblice. Subiectul preluat din mitologia greacă i s-a părut prea apropiat de cel al operelor italiene, așa că spectacolul a displăcut, fiind prezentat de numai 4 ori.
Spre a da satisfacție criticilor, Händel a mai dat două reprezentații în decembrie 1744, la the King’s Theatre, din Londra. În acest scop a făcut modificări și adăugiri. A adăugat arii în italiană (spre a satisface publicul amator de operă) și a eliminat textele cu nuanță explicit sexuală (spre a satisface publicul credincios). După această a doua serie de reprezentări, Semele a căzut în uitare pentru multă vreme.
În lucrarea lui Händel, Semele (HWV 58), oratoriul începe cu momentul în care Semele îl părăsește pe logodnicul ei, Athamas, și se termină cu moartea ei. (Dionis nu mai apare). În viziunea lui Händel, Semele a fost inițial motivată de o dragoste mistuitoare, dar în final era tot mai nemulțumită, tânjind după nemurirea zeilor. Aroganța și vanitatea ei sunt prezentate în sensul modelului clasic de hubris, orgoliu nemăsurat, astfel că soarta ei - moartea datorată expunerii întregii puteri de zeu a iubitului ei - reprezintă o ajustare ironică a modelului clasic.

## Sursă
- Semele  -  George Frideric Handel Arhivat în 16 iunie 2007, la Wayback Machine.